# A Vida que Eu Escolhi
A Vida Que Eu Escolhi é o décimo segundo álbum de estúdio a solo do cantor português Tony Carreira.

Foi lançado em 2006 pela editora Espacial.
Contém 15 faixas, das quais se destacam "Mesmo Que Seja Mentira" e "É Melhor (Dizer Adeus)" (anteriormente editadas como extras no álbum Ao Vivo no Coliseu, também de 2006), bem como "O Que Vai Ser De Mim (Quando Fores Embora)" e "A Vida Que Eu Escolhi", 4 temas que fazem parte da compilação "20 Anos de Canções", lançada em 2008.
Este trabalho esteve, ao todo, 64 semanas, no Top Oficial da AFP, a tabela semanal dos 30 álbuns mais vendidos em Portugal. Entrou na época de Natal de 2006 directamente para a 4ª posição, atingindo o 1º lugar à quarta semana, lugar que disputaria com André Sardet e Madonna e que ocuparia por mais 3 ocasiões mas que perderia definitivamente para José Afonso.

## Faixas
1. "O Que Vai Ser De Mim (Quando Fores Embora)" - 04:41
2. "A Vida Que Eu Escolhi" - 04:23
3. "Eu Esqueci-Me De Viver" - 04:34
4. "Como É Que Tu Vais" - 04:26
5. "Se Ela Perguntar Por Mim" - 03:58
6. "Levaste Tudo O Que Me Deste" - 04:33
7. "Pobre Do Meu Coração" - 04:20
8. "Este Sabor A Ti" - 04:23
9. "Tudo Valeu A Pena" - 04:42
10. "Contigo Eu Aprendi" - 04:56
11. "Estás Sempre Em Mim" - 04:34
12. "Só Não Chora Quem Não Ama" - 04:46
13. "Mesmo Que Seja Mentira" - 04:33
14. "É Melhor (Dizer Adeus)" - 04:30